# Mayhem (album)
Mayhem je osmi studijski album pop pevke Lady Gaga. Izšel je 7. marca 2025.

## Seznam pesmi

### Standardna izdaja
1. "Disease" 3:49
2. "Abracadabra" 3:43
3. "Garden of Eden" 3:59
4. "Perfect Celebrity" 3:49
5. "Vanish into You" 4:04
6. "Killah" (ft. Gesaffelstein) 3:30
7. "Zombieboy" 3:33
8. "LoveDrug" 3:13
9. "How Bad Do U Want Me" 3:58
10. "Don't Call Tonight" 3:45
11. "Shadow of a Man" 3:19
12. "The Beast" 3:54
13. "Blade of Grass" 4:17
14. "Die with a Smile" (ft. Bruno Mars) 4:11

### Japonska izdaja
1. "Can't Stop The High" 3:31

### Izdaja za Target
1. "Kill for Love" 4:09